# Ozothamnus vagans
Ozothamnus vagans là một loài thực vật có hoa trong họ Cúc. Loài này được Anderb. mô tả khoa học đầu tiên năm 1991.